# 顶胺A
顶胺A（Acroamine A）是一种有机化合物，化学式为C10H12N8，它是组胺的嘌呤衍生物。它最初于1961年被合成，在2024年于澳洲顶群海葵（Acrozoanthus australiae）物种中发现并分离，而因此得名。它可以和碘甲烷反应，得到甲基化产物，或和N-溴代丁二酰亚胺反应，得到溴代产物。